# Giorgio Gori
Giorgio Gori (ur. 24 marca 1960 w Bergamo) – włoski przedsiębiorca i menedżer branży mediowej, samorządowiec i polityk, w latach 2014–2024 burmistrz Bergamo, poseł do Parlamentu Europejskiego X kadencji.

## Życiorys
Uzyskał magisterium z urbanistyki na Politechnice Mediolańskiej. W trakcie studiów zajmował się dziennikarstwem. Od 1984 pracował w telewizji Rete 4. Między 1991 a 2001 kierował stacjami należącymi do koncernu Mediaset – najpierw Canale 5, później Italia 1 i następnie ponownie Canale 5. W 2001 założył własną firmę producencką Magnolia, aktywność w sektorze biznesowym zakończył w 2012.
Zaangażował się w działalność polityczną w ramach  Partii Demokratycznej. W 2012 współtworzył lokalne stowarzyszenie InNova Bergamo. W 2014 i 2019 był wybierany na urząd burmistrza Bergamo. W 2018 bezskutecznie ubiegał się o prezydenturę Lombardii. W 2024 z ramienia PD uzyskał mandat posła do Europarlamentu X kadencji.

## Życie prywatne
W 1995 zawarł związek małżeński z prezenterką telewizyjną Cristiną Parodi, z którą ma troje dzieci.